# Par-delà les montagnes
Pour plus de détails, voir Fiche technique et Distribution.
Par-delà les montagnes est un film dramatique français, tunisien, belge, saoudien et qatari réalisée par Mohamed Ben Attia et sorti en 2023,.

## Fiche technique
Sauf indication contraire, les informations mentionnées dans cette section peuvent être confirmées par les bases de données cinématographiques IMDb et Allociné,  présentes dans la section « Liens externes ».
- Titre original : Oura el Jebel
- Réalisation : Mohamed Ben Attia
- Scénario : Mohamed Ben Attia
- Musique : Olivier Marguerit
- Décors :
- Costumes : Olfa Attouchi
- Photographie : Frédéric Noirhomme
- Son : Ludovic Escallier, Quentin Collette et Jean-Stéphane Garbe
- Montage : Lenka Fillnerova
- Production : Dora Bouchoucha et Lina Chaabane Menzli
  - Coproduction : Jean-Pierre et Luc Dardenne, Delphine Tomson, Nadim Cheikhrouha, Giovanni Robbiano et Lorenzo Rapetti
- Sociétés de production : Les Films du Fleuve, Nomadis Images, Tanit Films et Luxbox
- Société de distribution : Kinovista
- Budget :
- Pays de production :  Tunisie,  France,  Belgique,  Arabie saoudite et  Qatar
- Langue originale : arabe
- Format :
- Genre : drame
- Durée : 98 minutes
- Dates de sortie :
  - Italie : 4 septembre 2023 (Venise)
  - France :
    - 6 octobre 2023 (Fameck)
    - 10 avril 2024 (en salles)

## Distribution
- Majd Mastoura : Rafik
- Walid Bouchhioua : Yassine
- Samer Bisharat (it) : le berger
- Helmi Dridi : Wejdi
- Selma Zeghidi : Najwa
- Wissem Belgharek : Oussama